# Теофилакти
Теофилакти, или Графове на Тускулум (на италиански: Conti di Tuscolo), са едни от най-могъщите фамилии в Италия през 10-12 век, които в продължение на един век излъчват няколко римски папи и антипапи, контролиращи държавната политика. Произходът им е от графство Тускулум със столица Тускулум в Лациум през 10-12 век.
Най-силните противници на верните на императора Тускулани в Рим са били Кресцентите (привърженици на Папата), въпреки че фамилиите са няколко пъти сватосани. След като „Теофилактите“ побеждават „Кресцентите“, стават фактическите владетели в града и поставят своите фамилни членове за папи.
Получили контрол над властта в Рим през 10 век, Теофилактите създават формула, която разрешава дуализъм в гражданската и религиозна власт в Светия град: едни от членовете на семейството стават папи (религиозни лидери), а вторите консули (граждански лидери). Това е общтоприето, за да може папата да се избира от римската аристокрация (noble-papacy).
Придържат се към провизатийска и антигерманска политика. Властта на този род е извънредно голяма, в частност тази на представителките му Теодора и Марозия. Те остават цял период в историята наречена порнокрация – (управление на метресите), в който римските папи са напълно подвластни на волята им.
Наследници на фамилия „Теофилакти“ се счита фамилия "Колона".

## Родословен списък
1. Теофилакт, † 915/924, граф на Тускулум, ∞ Теодора I Стара, † сл. 915, Senatrix на Рим, Vestaratrix (папски Kämmerer)
  1. Марозия I, * 890, † 932, ∞ I 910 Алберих I, убит 920/25, херцог на Сполето 897-920, patricius на Рим, граф на Фермо; ∞ II 925 Гвидо от Тусция, † 929/930, граф и херцог на Лука; ∞ III. 932 Хуго I, крал на Италия (Бозониди), полубрат на Видо, † 947
    1. (I) Алберих II, * 911, † 31 август 954, patricius на Рим 932-954, маркграф на Сполето, граф на Фермо; ∞ 936 Алда от Прованс, дъщеря на крал Хуго I от Италия, * 925, † 954
      1. Октавиан, * 937, † 14 май 954, като Йоан XII Папа 955-964
      2. Деодат
        1. Бенедикт VII, † 10 юли 983, Папа 974-983

      3. Грегор I, * 935, † пр. 2 юни 1013, граф на Тускулум, консул и dux; ∞ Мария, † пр. 2 юни 1013
        1. Теофилакт II, * 980, † 9 април 1024, граф на Тускулум, като Бенедикт VIII Папа 1012-1024
        2. Роман, † 6 ноември 1032, граф на Тускулум, като Йоан XIX Папа 1024-1032
        3. Алберих III, * 975, † 1032/1044, граф на Тускулум, консул и dux; ∞ Ермилина
          1. Грегор II, * 1000, † 1054, граф на Тускулум
            1. Йоан, граф на Тускулум
              1.  ? Пиетро делла Колона, † сл. 1120

            2. дъщеря (Теодора) ∞ Пандулф херцог на Салерно

          2. Теофилакт, 1000 или 1021, † края на 1055, като Бенедикт IX Папа 1032-1044 и 1048
          3. Гвидо, граф на Тускулум
            1. Йоан, † сл. 1073, граф на Тускулум, епископ на Велетри, като Бенедикт X антипапа 1058-1059

          4. Петрус I * 1000, граф на Тускулум
            1. Йоан, епископ на Лавико

          5. Октавиан, граф на Тускулум

    2. (II) Берта, ∞ Анхарий, маркграф на Сполето, * 915, † 940
    3. (извънбрачен) Йоан XI, † 936, Папа 931-935

  2. Теодора II Млада, Senatrix на Рим, ∞ Йоан Кресцентий, папски Kämmerer (Vestrararius), граф на Тускулум
    1. Кресцентий Стари де Теодора, * 915/20, † 7 юли 984, Patricius на Рим, граф на Терачина; ∞ Сергия
      1. Кресцентий I Номентан, обезглавен 29 април 998, патрикий на Рим, граф на Терачина; ∞ Стефания, † 29 април 998
        1. Йоан II Кресцентий, † 18 май 1012, Patricius 1003-1012
        2. Рогата, ∞ Октавиан граф и ректор на Сабина

      2. Йоан I Кресцентий, † 988

    2. Йоан XIII, † 6 септември 972, епископ на Нарни, Папа 965-972

също:
- Кресцентий, градски префект на Рим, 1012–1019 доказан
- Кресцентий, граф на Сабина 1003–1047, † 1047
- Одо, граф на Сабина 1006–1036, брат на графа Кресцентий, † 1036
- Йоан Кресцентий, † 1027, господин на Палестрина

1. Птолемей I (Толомео I), граф на Тускулум, † 1126
  1. Птолемей II. граф на Тускулум, † 1153; ∞ 1117 Берта, извънбрачна дъщеря на император Хайнрих V (Салиите)
    1. Джионата, граф на Тускулум
    2. Райналд

## Папи от рода на Теофилактите
- Йоан XI (931—935) – син на Марозия
- Йоан XII (955—964) – син на Алберик II
- Бенедикт VII (974—983) — антипапа
- Бенедикт VIII — (1012—1024), бивш граф, син на граф Григорий I
- Йоан XIX — (1024—1032), бивший граф, брат предишния
- Бенедикт IX — (1032—1048), бивший граф, син на Алберик III
- Бенедикт X — (1058—1059), антипапа, племенник на предишния
- Виктор IV — антипапа, племенник на граф Ранулф

## Графове на Тускулум
- Теофилакт I, † 915/924, граф на Тускулум
- Йоан Кресцентий, папски кемер (Vestrararius), граф на Тускулум като съпруг на Теодора II
- Грегор I, * 935, † пр. 2 юни 1013, граф на Тускулум, консул и dux
- Теофилакт II, * 980, † 9 април 1024, негов син, граф на Тускулум до 1012, като Бенедикт VIII папа от 1012-1024
- Роман, † 6 ноември 1032, негов брат, граф на Тускулум, като Йоан XIX папа 1024-1032
- Алберих III, * 975, † 1032/1044, негов брат, граф на Тускулум, консул и dux
- Грегор II, * 1000, † 1054, негов син, граф на Тускулум
- Йоан, негов син, граф на Тускулум
- Теофилакт III, † края на 1055, брат на Грегор II, граф на Тускулум, като Бенедикт IX папа от 1032-1048
- Гуидо, негов брат, граф на Тускулум
- Йоан, † сл. 1073, негов син, граф на Тускулум, епископ на Велетри, като Бенедикт X антипапа 1058-1059
- Петрус I * 1000, брат на Гуидо, граф на Тускулум
- Октавиан, негов брат, граф на Тускулум
- Птолемей I (Толомео I), † 1126, граф на Тускулум
- Птолемей II (Толомео II), † 1153, негов син, граф на Тускулум, ∞ 1117 Берта, извънбрачна дъщеря на император Хайнрих V (Салическа династия)
- Джионата, негов син, граф на Тускулум